# Alcudia de Veo
Alcudia de Veo (valencianisch L’Alcúdia de Veo) ist eine Gemeinde (Municipio) mit 213 Einwohnern (Stand: 2024) in der Provinz Castellón der Autonomen Gemeinschaft Valencia in Spanien. Die Gemeinde besteht neben dem gleichnamigen Hauptort Alcudia aus den Ortschaften Benitandus, Veo und Xinquer.

## Geografie
Alcudia de Veo befindet sich etwa 25 Kilometer westsüdwestlich von Castellón de la Plana in einer Höhe von ca. 470 m.

## Bevölkerungsentwicklung
| Jahr      | 1970 | 1981 | 1991 | 2001 | 2011 | 2021 |
| Einwohner | 379  | 269  | 191  | 199  | 221  | 197  |

## Sehenswürdigkeiten
- Reste der alten Burg von Alcudia
- Burgruine von Xinquer
- Michaeliskirche
- Kirche Mariä Himmelfahrt
- Kirchruine von Xinquer

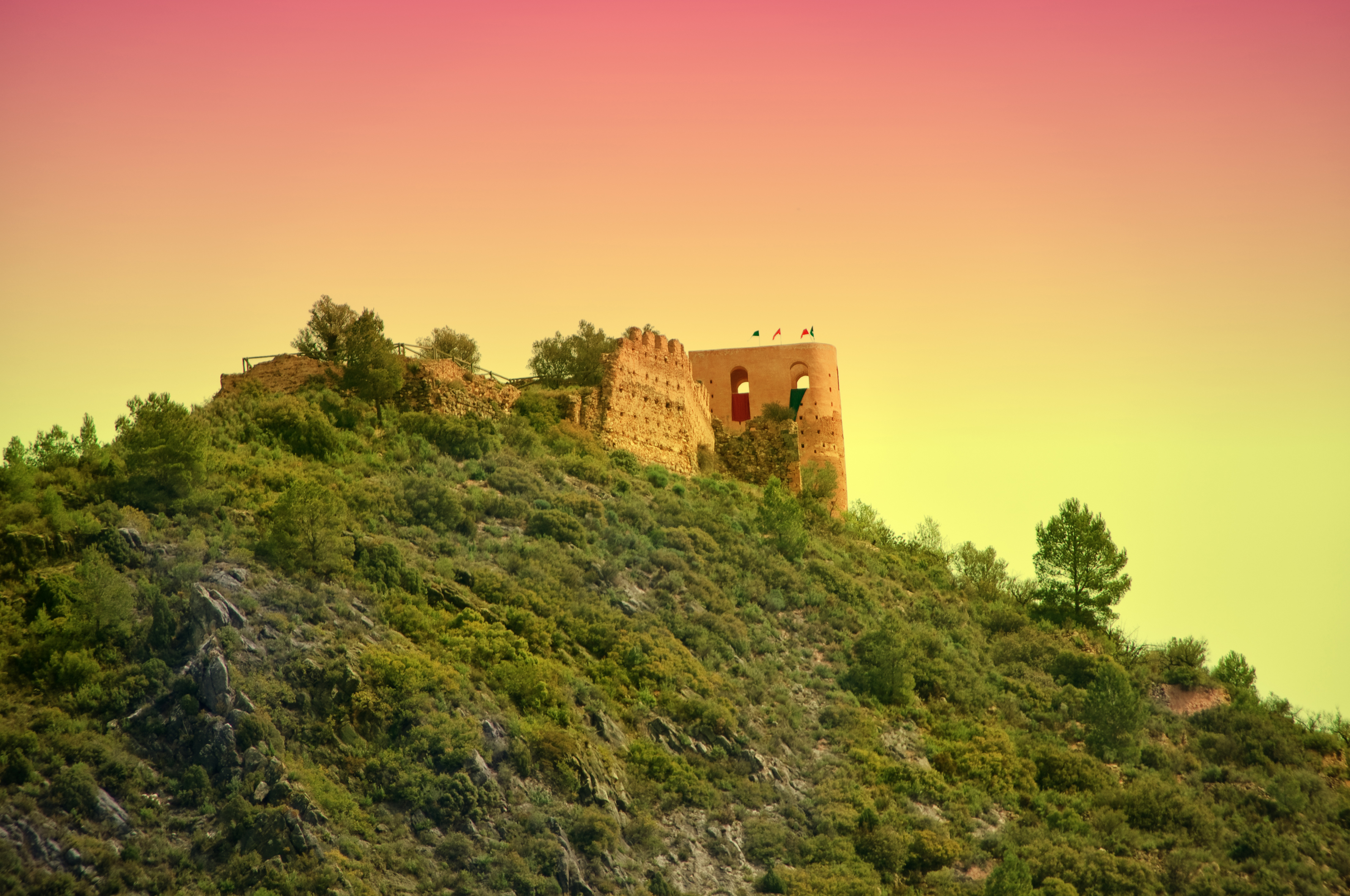
Burgruine von Alcudia
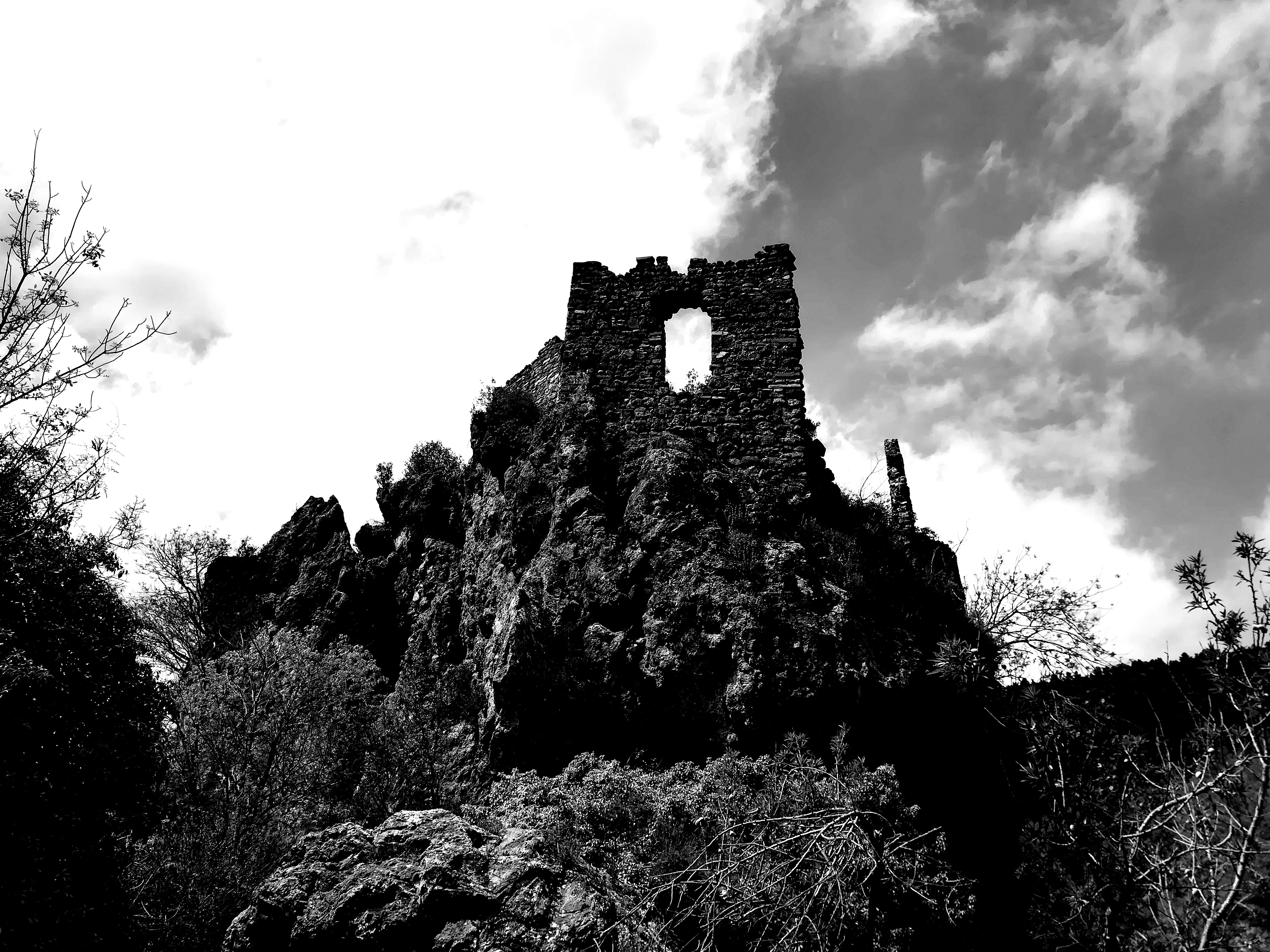
Burgruine von Xinquer
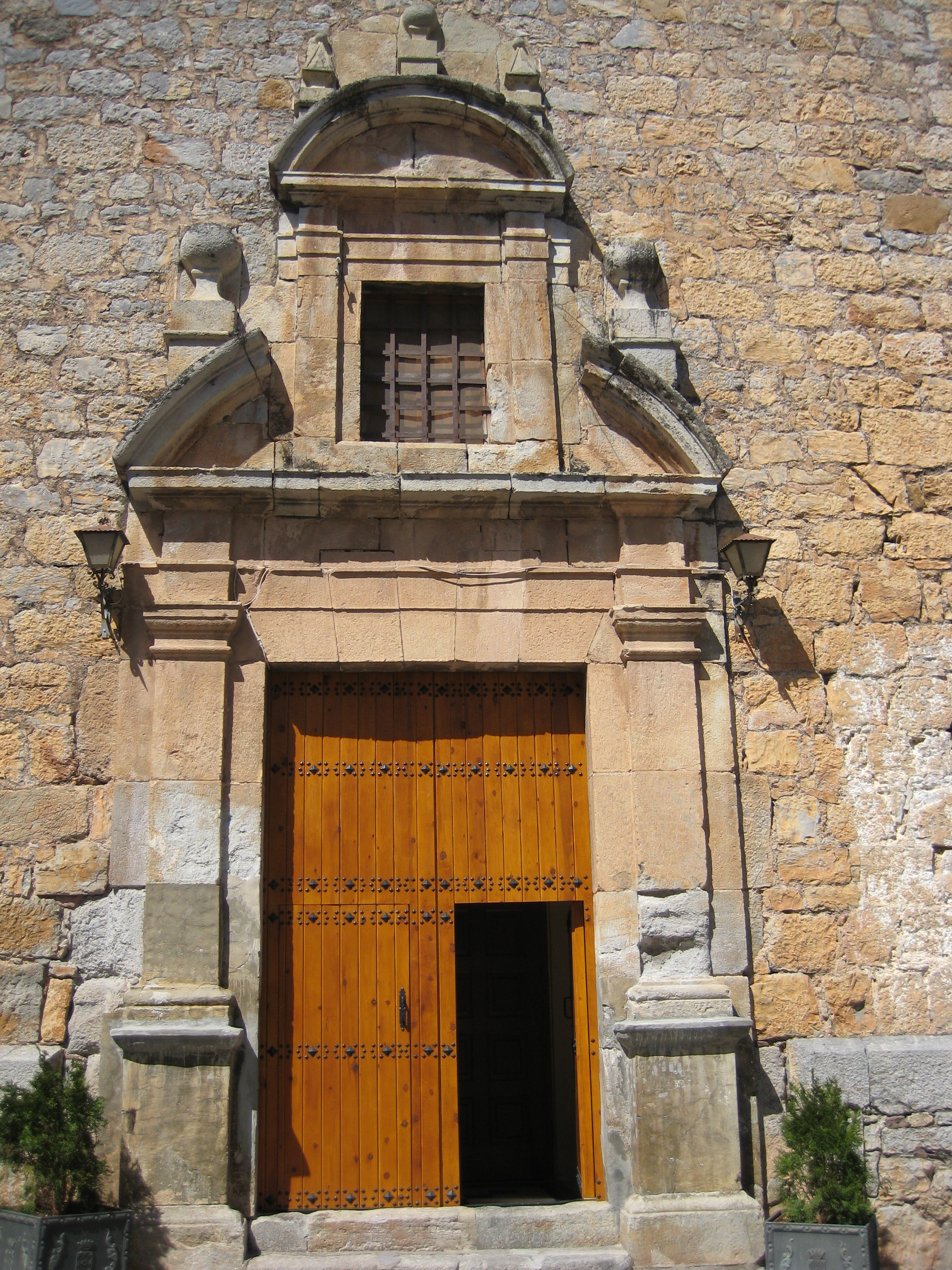
Michaeliskirche
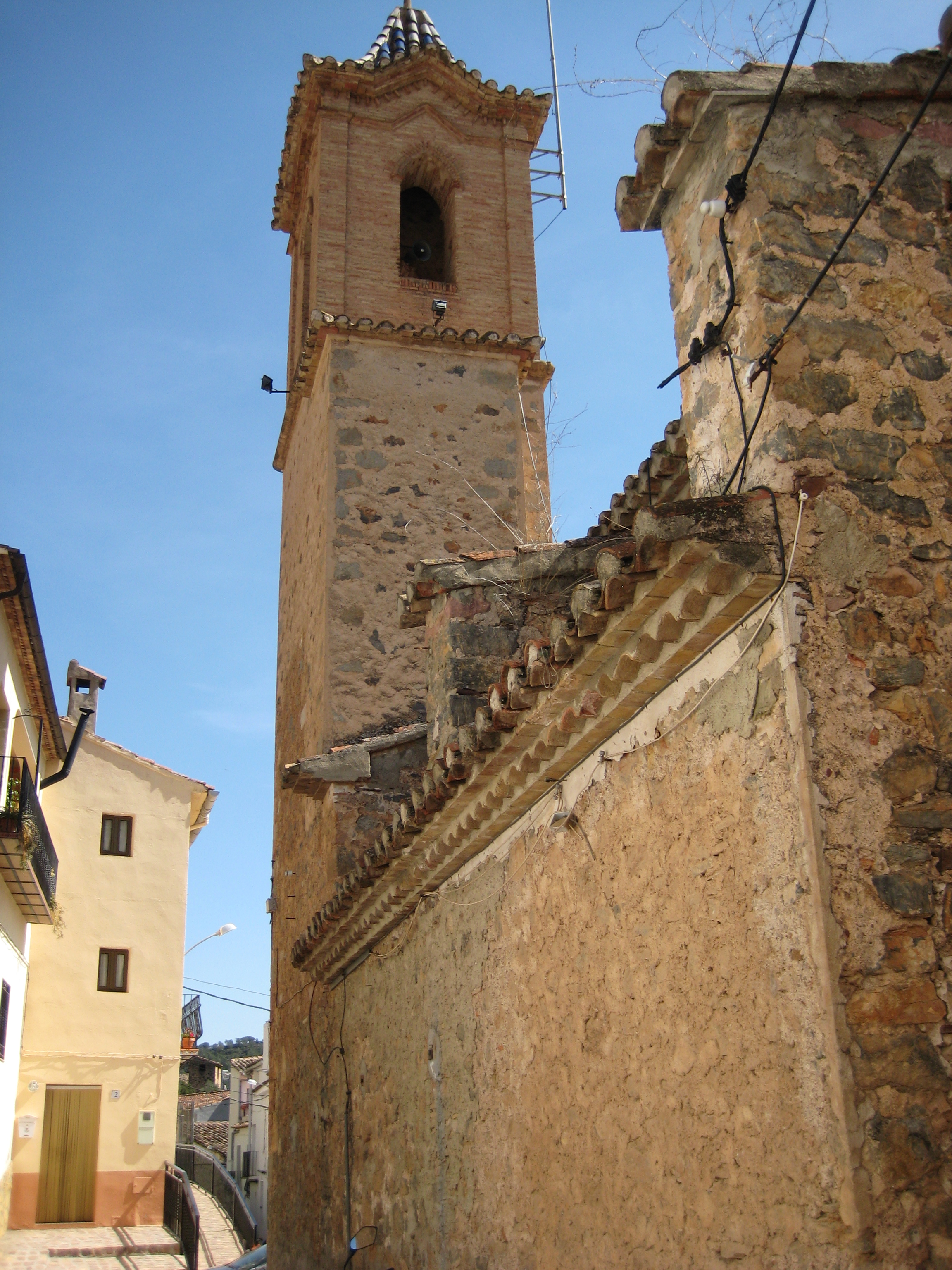
Kirche Mariä Himmelfahrt
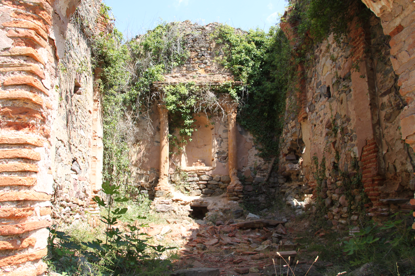
Kirchruine von Xinquer
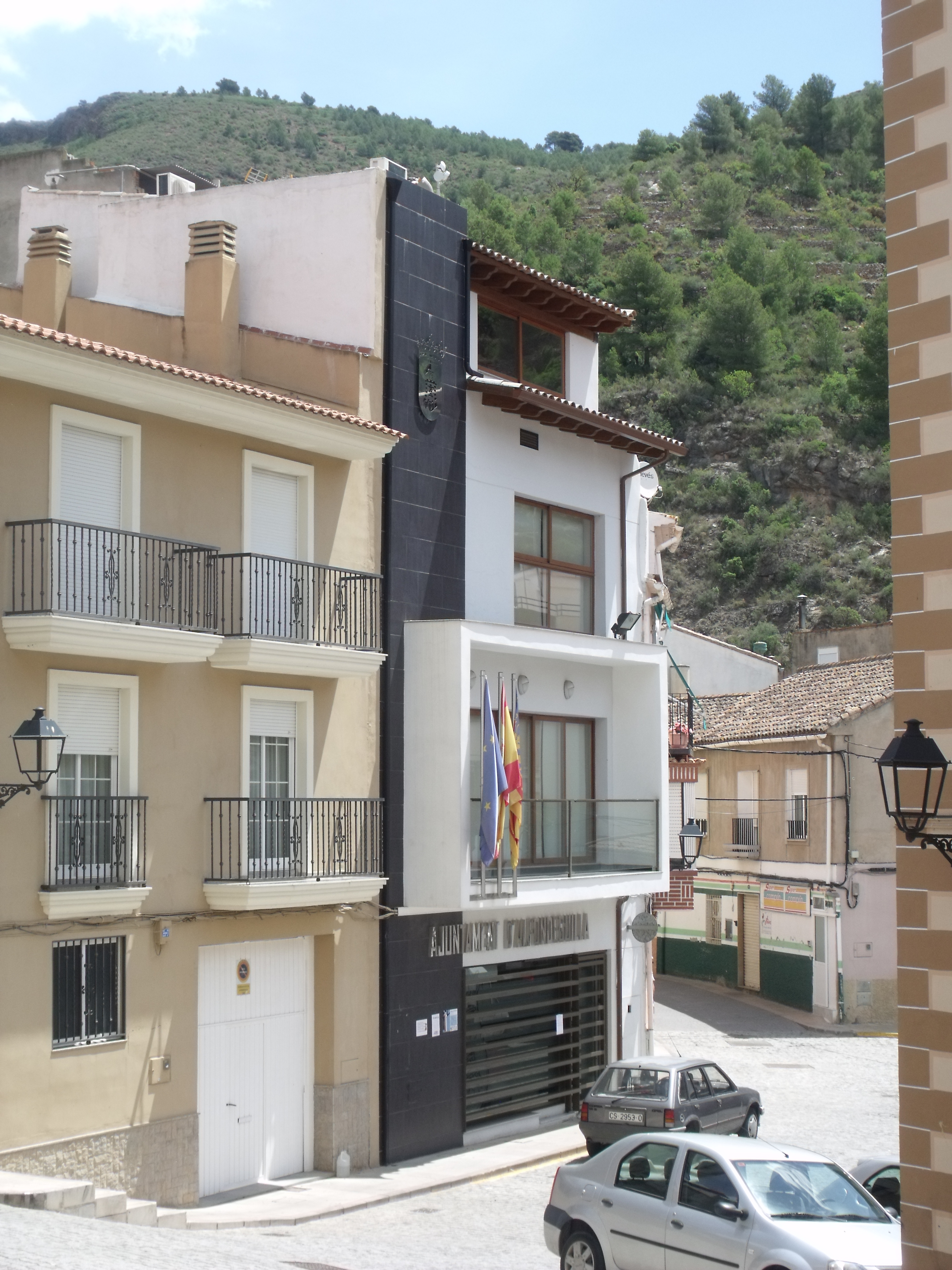
Rathaus